# Cantó de Castèlgelós
El cantó de Castèlgelós és un cantó occità, de Gascunya, del departament d'Òlt i Garona, situat al districte de Nerac. Té 7 municipis i el cap és Castèlgelós.

## Municipis
- Anzex
- Veusiac
- Castèlgelós
- Leiritz e Montcassin
- La Reunion
- Sent Martin de Curton
- Vilafranca deu Cairan

## Història
| Data d'elecció                           | Identitat          | Partit          | Qualitat |
| ---------------------------------------- | ------------------ | --------------- | -------- |
| -2001                                    | André Combes       | RPR             |          |
| 2001-                                    | Jean-Claude Guénin | UDF, després PS |          |
| les dades anteriors no són pas conegudes |                    |                 |          |
|                                          |                    |                 |          |

## Demografia
| 1962  | 1968  | 1975  | 1982  | 1990  | 1999  | 2006  |
| ----- | ----- | ----- | ----- | ----- | ----- | ----- |
| 6.473 | 7.097 | 6.830 | 6.665 | 6.761 | 6.519 | 6.408 |